# Pterocryptis bokorensis
Pterocryptis bokorensis är en fiskart som först beskrevs av Pellegrin och Chevey, 1937.  Pterocryptis bokorensis ingår i släktet Pterocryptis och familjen malfiskar. IUCN kategoriserar arten globalt som otillräckligt studerad. Inga underarter finns listade i Catalogue of Life.